# 三月八日岩
三月八日岩（英語：Vos'moy Mart Rocks）是南極洲的岩層，位於毛德皇后地的阿斯特里德公主海岸，處於賈利利山以東0.9公里，屬於帕耶山脈中林諾爾門山的一部分，根據挪威探險隊的測量和拍攝的空中照片繪入地圖，現時由南極條約體系管理。